# Galilea
Galilea est une commune de la communauté autonome de La Rioja, en Espagne.

## Démographie
| 1900 | 1910 | 1920 | 1930 | 1940 | 1950 | 1960 | 1970 | 1981 |
| ---- | ---- | ---- | ---- | ---- | ---- | ---- | ---- | ---- |
| 541  | 564  | 575  | 551  | 524  | 511  | 497  | 375  | 268  |

| 1991 | 2001 | 2010 | - | - | - | - | - | - |
| ---- | ---- | ---- | - | - | - | - | - | - |
| 249  | 288  | 394  | - | - | - | - | - | - |

## Administration

### Conseil municipal
La ville de Galilea comptait 351 habitants aux élections municipales du 26 mai 2019. Son conseil municipal (en espagnol : Pleno del Ayuntamiento) se compose donc de 7 élus.
| Parti | Parti                                    | Voix | %       | Élus  |
| ----- | ---------------------------------------- | ---- | ------- | ----- |
|       | Parti populaire (PP)                     | 129  | 63,24 % | 5 / 7 |
|       | Parti socialiste ouvrier espagnol (PSOE) | 70   | 34,31 % | 2 / 7 |
|       | Partido Riojano (PR+)                    | 5    | 2,45 %  | 0 / 7 |

### Liste des maires
| Mandat    | Maire | Maire                        | Parti |
| --------- | ----- | ---------------------------- | ----- |
| 1979-1983 |       | ?                            | UCD   |
| 1983-1987 |       | ?                            | AP    |
| 1987-1991 |       | ?                            | AIG   |
| 1991-1995 |       | ?                            | AIG   |
| 1995-1999 |       | ?                            | PP    |
| 1999-2003 |       | ?                            | PP    |
| 2003-2007 |       | ?                            | PP    |
| 2007-2011 |       | ?                            | PP    |
| 2011-2015 |       | Mª Concepción Eguizábal Malo | PP    |
| 2015-2019 |       | Mª Concepción Eguizábal Malo | PP    |
| 2019-2023 |       | Mª Nuria López Oliván        | PP    |